# Jeremy McWilliams
Jeremy McWilliams (* 4. April 1964 in Belfast, Nordirland) ist ein britischer Motorradrennfahrer.

## Karriere
Sein Debüt in der Motorrad-Weltmeisterschaft gab McWilliams 1993 beim Großen Preis von Australien auf Phillip Island in der 500-cm³-Klasse. Seinen bisher größten Erfolg feierte er 2001 mit einem Sieg in der Klasse bis 250 cm³ im niederländischen Assen. Für 2007 war McWilliams als Fahrer der Ilmor SRT X³ in der MotoGP-Klasse vorgesehen, konnte aber aufgrund einer Verletzung nicht am ersten Rennen teilnehmen, und da sich Ilmor kurz darauf aus der WM zurückzog, fuhr er nicht mehr in der Motorrad-Weltmeisterschaft. Danach war er u. a. als Testfahrer an der Entwicklung der BMW S 1000 RR beteiligt.
McWilliams ist verheiratet und hat zwei Söhne. Er lebt mit seiner Familie in Newtownabbey, Nordirland.

## Statistik
North-West-200-Siege
| Jahr | Klasse    | Maschine | Durchschnittsgeschwindigkeit |
| ---- | --------- | -------- | ---------------------------- |
| 2013 | Supertwin | Kawasaki | 101,29 mph (163,01 km/h)     |
| 2015 | Supertwin | Kawasaki | 107,37 mph (172,8 km/h)      |
| 2019 | Supertwin | Kawasaki | -                            |

In der Motorrad-Weltmeisterschaft
| Saison | Klasse  | Team                                | Motorrad              | Rennen | Siege | Zweiter | Dritter | Poles | Schn. Runden | Punkte | Ergebnis |
| ------ | ------- | ----------------------------------- | --------------------- | ------ | ----- | ------- | ------- | ----- | ------------ | ------ | -------- |
| 1993   | 500 cm³ | Team Millar                         | Yamaha YZR            | 13     | –     | –       | –       | –     | –            | 17     | 22.      |
| 1994   | 500 cm³ | Team Millar                         | Yamaha YZR            | 14     | –     | –       | –       | –     | –            | 49     | 12.      |
| 1995   | 500 cm³ | Team Millar                         | Harris-Yamaha         | 12     | –     | –       | –       | –     | –            | 20     | 19.      |
| 1996   | 500 cm³ | QUB Team Optimum                    | ROC-Yamaha            | 15     | –     | –       | –       | –     | –            | 26     | 16.      |
| 1997   | 250 cm³ | QUB Team Optimum                    | Honda                 | 14     | –     | –       | –       | –     | –            | 73     | 10.      |
| 1998   | 250 cm³ | QUB Team Optimum                    | TSR-Honda             | 14     | –     | 1       | –       | –     | –            | 87     | 9.       |
| 1999   | 250 cm³ | QUB Team Optimum                    | Aprilia               | 14     | –     | –       | 1       | 1     | –            | 83     | 10.      |
| 2000   | 500 cm³ | Aprilia GP Racing                   | Aprilia V2            | 16     | –     | –       | 2       | 1     | –            | 76     | 14.      |
| 2001   | 250 cm³ | Sogevalor Team / Aprilia Grand Prix | Aprilia RSW           | 16     | 1     | –       | 1       | –     | –            | 141    | 6.       |
| 2002   | MotoGP  | Proton Team KR                      | Proton KR3            | 16     | –     | –       | –       | 1     | –            | 59     | 14.      |
| 2003   | MotoGP  | Proton Team KR                      | Proton V3 / Proton V5 | 16     | –     | –       | –       | –     | –            | 27     | 18.      |
| 2004   | MotoGP  | MS Aprilia Racing                   | Aprilia RS Cube       | 15     | –     | –       | –       | –     | –            | 26     | 19.      |
| 2005   | MotoGP  | Team Roberts                        | Proton V5             | 1      | –     | –       | –       | –     | –            | –      | –        |
| 2007   | MotoGP  | Ilmor SRT                           | Ilmor SRT X³          | 1      | –     | –       | –       | –     | –            | –      | –        |
| 2014   | Moto2   | Brough Superior Racing              | Taylor Made           | 1      | –     | –       | –       | –     | –            | –      | –        |
| Gesamt | Gesamt  | Gesamt                              | Gesamt                | 178    | 1     | 1       | 4       | 3     | –            | 684    |          |